# Spilosoma formosana
Spilosoma formosana är en fjärilsart som beskrevs av Rothschild 1933. Spilosoma formosana ingår i släktet Spilosoma och familjen björnspinnare. Inga underarter finns listade i Catalogue of Life.